# 高野恭壽
高野 恭壽（たかの やすひさ、1949年9月24日 - ）は、大阪府守口市出身の日本の株式評論家、評論家、株式評論家、経済評論家。株式市場新聞社大阪支社長、株式新聞社大阪支社長を経て有限会社ティエムエスを設立。代表取締役。国際綜合研究所特別顧問。

## 人物
株式市場新聞時代から40年以上、欠かさず日経新聞の記事を業種別にスクラップしており、世界経済を俯瞰して為替や原油価格を含めた外的要因を把握した上で企業の業績を加味して多様な角度から銘柄を選定している。さらに、同じく毎日主要銘柄のチャートを手書きで200銘柄以上書いており、その日々の積み重ねがあるからこそ日本経済全体の流れおよびその時々に主役として日経平均を押し上げていく業種および銘柄がわかり、暴落暴騰のきっかけが判断できる。と述べている。
現在は、日本証券新聞社が開催する無料セミナーをはじめ、自身が主催している萬宝会での講演活動を行っており、その他に、旧大手4社、準大手、中堅各証券会社、各地区ライオンズクラブ、ロータリークラブ主催の講演会で講師を行っている。

## 著書
- タカさんの儲かるかもしれない株式投資（株式新聞社）
- 『黄金株20 「聞きたい講師」人気度ランキング1位』ビジネス社、2007年5月。ISBN 978-4-8284-1347-1
- 株式投資講座15講
- 株式投資30か条